# Francisco Villar Liébana
Francisco VIllar Liébana (Torredonjimeno, província de Jaén, 23 de maig de 1942) és un filòleg i catedràtic de lingüística indoeuropea a la Universitat de Salamanca des de 1979. Fou deixeble de Francisco Rodríguez Adrados, encara que més tard se'n distancià.

## Biografia
Va ser professor de lingüística indoeuropea en la Universitat Complutense de Madrid fins a l'any 1979, any en què va obtenir la càtedra de la mateixa disciplina a la Universitat de Salamanca. Ha dut a terme nombrosos estudis sobre les llengües paleohispàniques, contribuint entre altres a la comprensió dels Bronzes de Botorrita (un dels més grans testimonis de la varietat oriental d'escriptura celtibera) i, més en general, de les llengües celtes continentals, i al desenvolupament dels estudis sobre el tartessi i el lusità.
També ha contribuït al desenvolupament de la indoeuropeística, donant suport a la hipòtesi kurgana proposada per Marija Gimbutas i oposant-se a la hipòtesi anatòlica que proposà, des de l'arqueologia, Colin Renfrew. Altres aportacions es refereixen a la dialectologia indoeuropea i a la reconstrucció del procés d'indoeuropeització d'Euràsia, amb particular atenció a les contribucions procedents dels estudis de genètica històrica de Luigi Lucca Cavalli-Sforza; en aquest context, lidera un equip multidisciplinari dedicat a investigar els orígens de l'indoeuropeu a través d'un estudi ètnic-lingüístic dels agricultors neolítics i de les poblacions mesolítiques.

## Obres
Entre les seves nombroses obres destaca el manual Los indoeuropeos y los orígenes de Europa. Lenguaje e historia (1991), traduït a diverses llengües.
- Lenguas y pueblos indoeuropeos, Madrid, Istmo, 1971.
- Origen de la flexión nominal indoeuropea, Madrid, Instituto "Antonio de Nebrija", 1974. ISBN 978-84-0003-988-2.
- Dativo y locativo en el singular de la flexión nominal indoeuropea, Salamanca, Ediciones Universidad de Salamanca, 1981. ISBN 978-84-7481-146-9.
- Ergatividad, acusatividad y género en la familia lingüística indoeuropea, Salamanca, Ediciones Universidad de Salamanca, 1983. ISBN 978-84-7481-249-7.
- Los indoeuropeos y los orígenes de Europa. Lenguaje e historia, Madrid, Gredos, 1991 (1996²). ISBN 978-88-15-12706-8.
- Estudios de celtibérico y de toponimia prerromana, Salamanca, Ediciones Universidad de Salamanca, 1995. ISBN 978-84-7481-809-3.
- Indoeuropeos y no indoeuropeos en la Hispania prerromana. Las poblaciones y las lenguas prerromanas de Andalucía, Cataluña y Aragón según la información que nos proporciona la toponimia, Salamanca, Ediciones Universidad de Salamanca, 2000. ISBN 978-84-7800-968-8.
- El IV bronce de Botorrita (Contrebia Belaisca): arqueología y lingüística, Salamanca, Ediciones Universidad de Salamanca, 2001. ISBN 9788478008759.
- Vascos, celtas e indoeuropeos. Genes y lengua (con Blanca M. Prosper), Salamanca, Ediciones Universidad de Salamanca, 2005. ISBN 978-84-7800-530-7.